# Літень (Ясси)
Літень, Літені (рум. Liteni) — село у повіті Ясси в Румунії. Входить до складу комуни Белчешть.
Село розташоване на відстані 326 км на північ від Бухареста, 44 км на захід від Ясс.

## Населення
За даними перепису населення 2002 року у селі проживали 1448 осіб, з них 1447 осіб (99,9%) румунів. Усі жителі села рідною мовою назвали румунську.